# Ель-Серріто (округ Ріверсайд, Каліфорнія)
Ель-Серріто (англ. El Cerrito) — переписна місцевість (CDP) в США, в окрузі Ріверсайд штату Каліфорнія. Населення — 5058 осіб (2020).

## Географія
Ель-Серріто розташований за координатами 33°50′17″ пн. ш. 117°31′20″ зх. д. / 33.83806° пн. ш. 117.52222° зх. д. (33.838186, -117.522205).  За даними Бюро перепису населення США в 2010 році переписна місцевість мала площу 7,19 км², з яких 6,61 км² — суходіл та 0,58 км² — водойми.

## Демографія
Згідно з переписом 2010 року, у переписній місцевості мешкало 5100 осіб у 1386 домогосподарствах у складі 1187 родин. Густота населення становила 709 осіб/км².  Було 1449 помешкань (201/км²).
Расовий склад населення:
| - 69,5 % — білих - 1,9 % — азіатів - 1,8 % — чорних або афроамериканців - 1,1 % — корінних американців - 0,2 % — вихідців з тихоокеанських островів - 22,0 % — осіб інших рас |

До двох чи більше рас належало 3,6 %. Частка іспаномовних становила 52,1 % від усіх жителів.
За віковим діапазоном населення розподілялося таким чином: 27,1 % — особи молодші 18 років, 62,9 % — особи у віці 18—64 років, 10,0 % — особи у віці 65 років та старші. Медіана віку мешканця становила 35,7 року. На 100 осіб жіночої статі у переписній місцевості припадало 109,0 чоловіків;  на 100 жінок у віці від 18 років та старших — 104,6 чоловіків також старших 18 років.
Середній дохід на одне домашнє господарство  становив 79 108 доларів США (медіана — 60 625), а середній дохід на одну сім'ю — 82 883 долари (медіана — 61 641). Медіана доходів становила 41 964 долари для чоловіків та 39 143 долари для жінок. За межею бідності перебувало 6,6 % осіб, у тому числі 6,6 % дітей у віці до 18 років та 4,5 % осіб у віці 65 років та старших.
Цивільне працевлаштоване населення становило 2320 осіб. Основні галузі зайнятості: освіта, охорона здоров'я та соціальна допомога — 19,1 %, будівництво — 13,9 %, науковці, спеціалісти, менеджери — 12,8 %, виробництво — 11,9 %.